# Vedea (Giurgiu)
Vedea è un comune della Romania di 2 968 abitanti, ubicato nel distretto di Giurgiu, nella regione storica della Muntenia.